# Arausio
Arausio est le nom latin de la ville d'Orange. Elle fut construite dans le territoire de la tribu gauloise des Tricastini, membres de la confédération des Cavares. L'étymologie de ce nom est d'origine ligure. Les toponymistes y ont reconnu la racine pré-indo-européenne ar-, signifiant hauteur, à laquelle ont été adjoints les suffixes -aus et -ionem.

## Histoire

### La bataille d'Orange
En 105 avant notre ère, à une date correspondant au 6 octobre, eut lieu la bataille d'Orange. Les Teutons, alliés aux Cimbres, aux Ambrons et aux Helvètes écrasent les légions romaines du consul Cnaeus Mallius Maximus et de Quintus Servilius Caepio devant Arausio. Le trésor des Volques, qu'ils avaient pillé à Toulouse, est jeté dans le Rhône par les vainqueurs. L'historien Orose écrivit : « Ils jettent dans le fleuve l’or, l’argent, les armes, les cuirasses, les vases même après les avoir brisés, les vêtements des cadavres sont lacérés et les chevaux encore vivants précipités dans un gouffre ». La Provincia et la route de Rome leur étaient ouvertes. Mais la coalition se scinda pour se diriger vers l'Espagne ou remonter vers la Gaule. Beaucoup pensent que l'or des Volques de Toulouse, jeté dans le Rhône, par les Cimbres, est toujours au fond du fleuve.

### Fondation de la cité

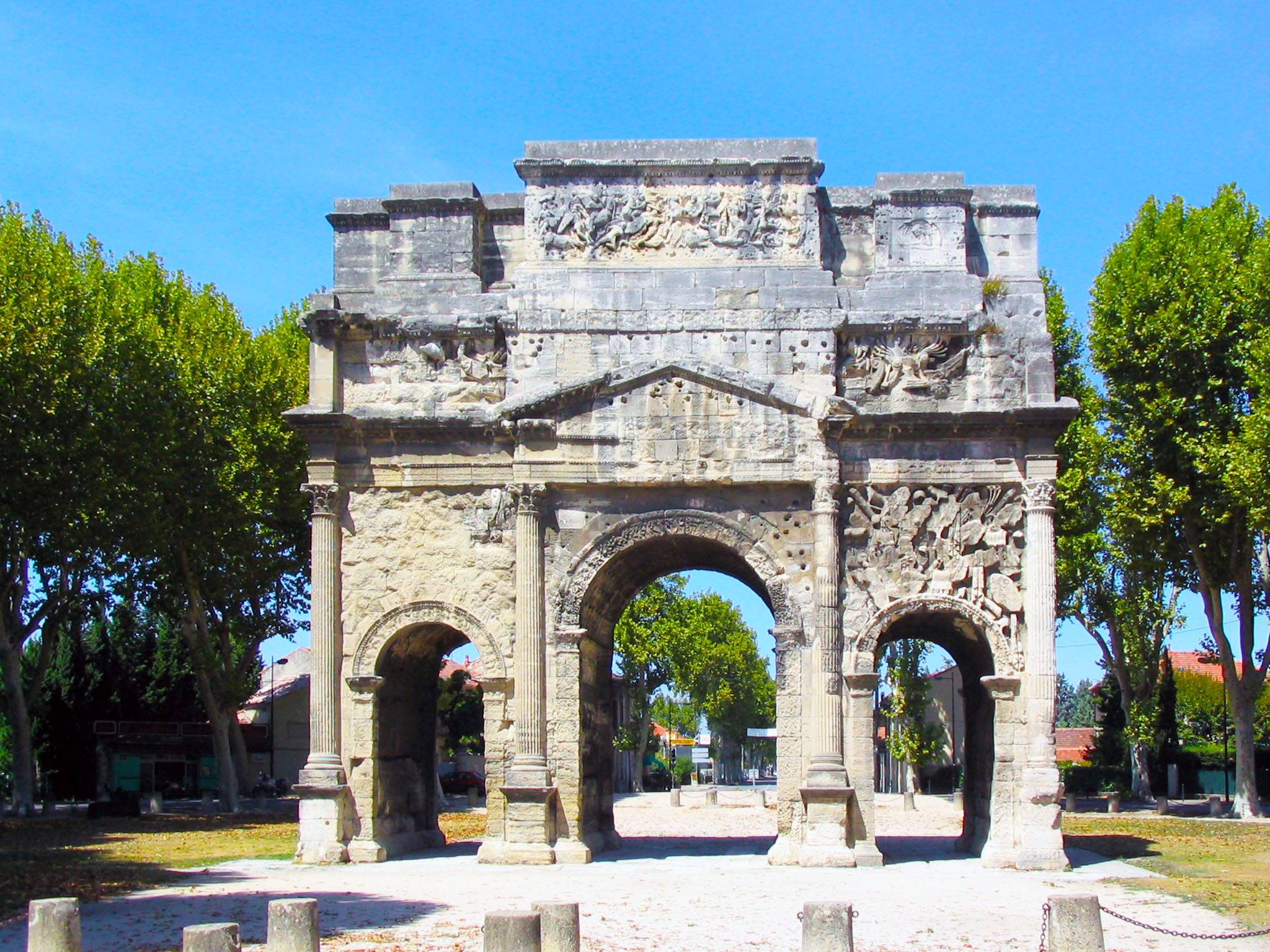
Arc de triomphe.

Elle fut fondée en 35 avant notre ère par les vétérans de la deuxième légion gallique sous le nom de Colonia Julia Secundanorum Arausio. La cité fut influencée par la culture gallo-romaine et l'on vit s'élever de grands monuments tels que le théâtre antique et l'arc de triomphe, parmi les mieux conservés au monde. Des vestiges du forum, autrefois attribués par erreur à un gymnase, subsistent aussi à côté du théâtre. La ville est entourée d'une enceinte longue de 3,5 km qui englobait environ 70 hectares, et dont seuls deux tronçons ont été formellement identifiés. Elle commandait un vaste territoire que les arpenteurs romains ont cadastré avec précision.
En 20 avant notre ère, construction de l’arc de triomphe d’Orange à 80 mètres en avant des fortifications de la cité. Il adopte une thématique ternaire avec ses trois registres horizontaux, ses trois divisions verticales et ses trois ouvertures. Il est orné, pour célébrer les exploits des vétérans de la Legio II Gallica d’armes gauloises, de dépouilles navales, sur l’attique supérieur d’une « frise des combattants » et sur les quatre faces, de scènes représentant les Gaulois vaincus par Rome.
En 26 / 27, l’Arc de triomphe est dédié à la gloire de Tibère. Une inscription, aujourd’hui disparue, a pu être déchiffrée grâce aux traces d'incrustations de lettres en bronze.

### Le cadastre d'Orange

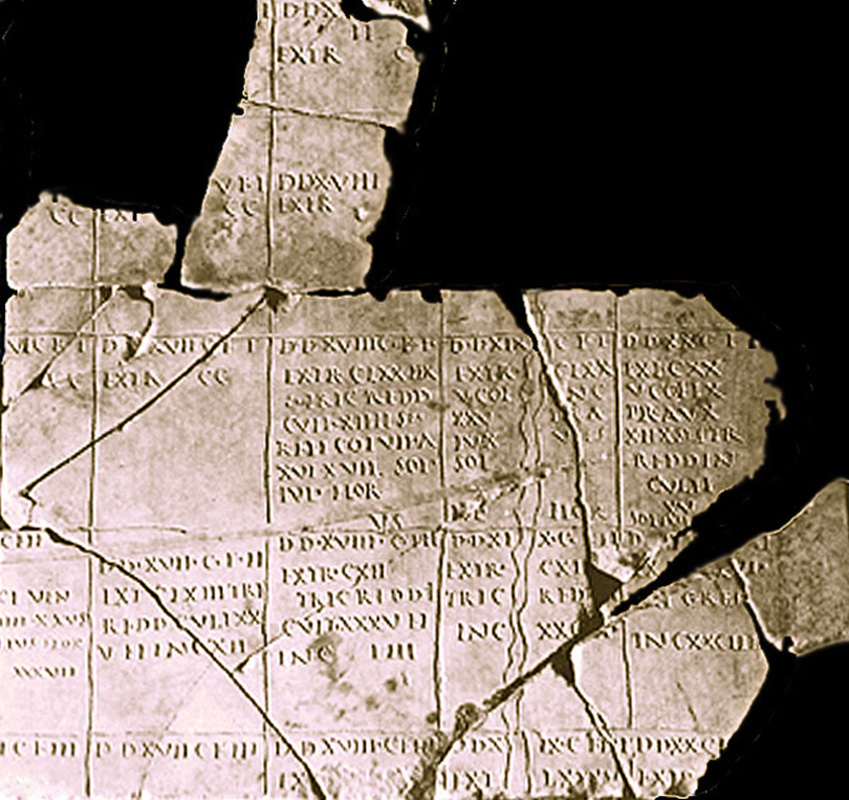
Cadastre d'Orange

En 77, sur ordre de Vespasien, le cadastre des territoires autour d’Orange est restauré. Ces cadastres romains sont les mieux conservés au monde. Trois exemplaires de cadastres ruraux, gravés dans le marbre, ont été découverts en 1949 en de très nombreux fragments. Ils avaient été affichés dans la cité afin que les particuliers restituent les terres publiques qu’ils s’étaient appropriées. Des lignes parallèles, séparées de 708 mètres, se recoupent pour former des centuries de cinquante hectares. Le cadastre A concerne le territoire dont Châteaurenard marque le milieu ; le cadastre B, le plus complet, couvre la partie septentrionale d’Orange et remonte jusqu’à Montélimar, il s’étend à l’est jusqu’au site des Dentelles de Montmirail ; le croisement de ces deux axes fait de Bollène le centre du relevé ; le cadastre C concerne Orange et le secteur sud de la cité. Le but était de recenser les lots non distribués, propriétés de l’État romain et qui semblaient avoir été occupés indûment. Des lots fonciers avaient été attribués en priorité aux vétérans, d'autres, plus médiocres, donnés en location, d'autres encore restèrent propriété de la collectivité. Ainsi avait été facilitée la colonisation et la mise en valeur du sol, au détriment des autochtones.
Des découvertes archéologiques ont encore lieu grâce aux fouilles liées aux travaux sur la commune. Les dernières, au nord de la commune à proximité du quartier de Fourchevieilles, ont exhumé une nécropole qui a fait l'objet d'une exposition au musée municipal, et des maisons romaines furent cartographiées grâce au projet immobilier lié à l'arc de triomphe.

### Le vignoble d'Arausio

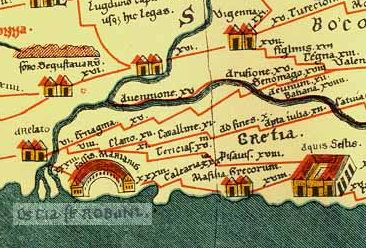
Arausio sur la Table de Peutinger.

La distribution des terres aux légionnaires fit étendre le territoire de la cité romaine sur de vastes étendues. Peu après 77, dans la plaine alluviale du Rhône, les fouilles TGV ont mis en évidence sur la commune de Lapalud, au lieu-dit les Girardes, un important vignoble. Ses 35 ha étaient à cheval sur quatre centuries du cadastre B d’Orange. Le domaine incluait une villa urbana et trois nécropoles, les vignes se répartissant autour en monoculture à l’exception de quelques terres céréalières. Ce vignoble fut exploité jusqu’à la fin du Ier siècle où les indices de la viticulture disparaissent. En effet, en 90, un décret impérial de Domitien imposa l’arrachage de la moitié des vignes de la Narbonnaise et les archéologues ont noté une nette remontée des aquifères (Lapalud = le marais) et à une reconquête de la forêt.

### Le théâtre d'Orange

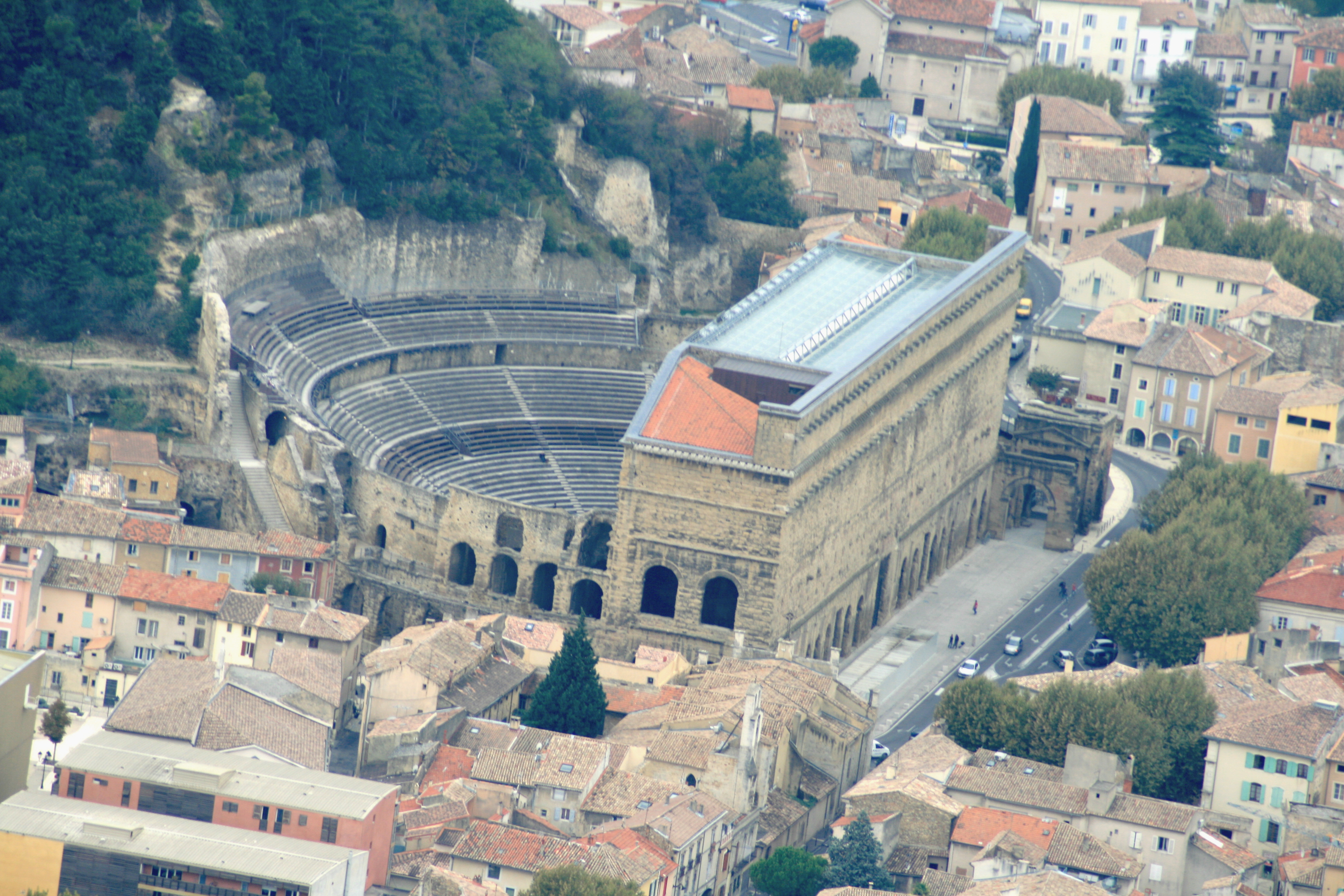
Théâtre d'Orange.

Le théâtre antique d'Orange, construit sous le règne d'Auguste au Ier siècle av. J.-C. par les vétérans de la IIe légion de Jules César, est un des théâtres romains les mieux conservés au monde. Il dispose encore d'un impressionnant mur extérieur avec l'élévation d'origine (103 m de large pour 37 m de haut). Il pouvait alors  accueillir entre 9 000 et 10 000 spectateurs. 
Le bâtiment fut fermé en 391. Il fut préservé de la destruction par sa réutilisation à d'autres fins au Moyen Âge. Les princes d'Orange firent du bâtiment de scène un poste avancé de leur château sur la colline Saint-Eutrope. Le théâtre devint au XVIe siècle le refuge de populations lors des guerres de religion : il fut alors envahi par des îlots d'habitation, et ce jusqu'au début du XIXe siècle, où furent décidés des travaux de restauration et de consolidation, confiés à divers architectes dont Jean-Camille Formigé dès 1892 puis son fils Jules Formigé entre 1929 et 1932. Ce dernier poursuivit l’œuvre de ses prédécesseurs avec une approche plus archéologique. Il fouilla notamment le pulpitum et publia son travail dans le Bulletin de la Société nationale des Antiquaires de France.

### Le concile d'Orange
En 411, l’évêque Héros d’Arles préside le concile d’Orange. Les pères conciliaires adoptent un canon relatif au commerce des esclaves et interdisent leur vente à des non-chrétiens. Ils décident que leur mariage doit être reconnu et béni. Un autre canon rappelle que l’accès d’un baptistère est interdit aux néophytes jusqu’au jour de la cérémonie (= lieu secret et initiatique). Un an plus tard, en 412, les Wisigoths pillent la cité.